# マヌエル・オルティス・デ・ザラテ

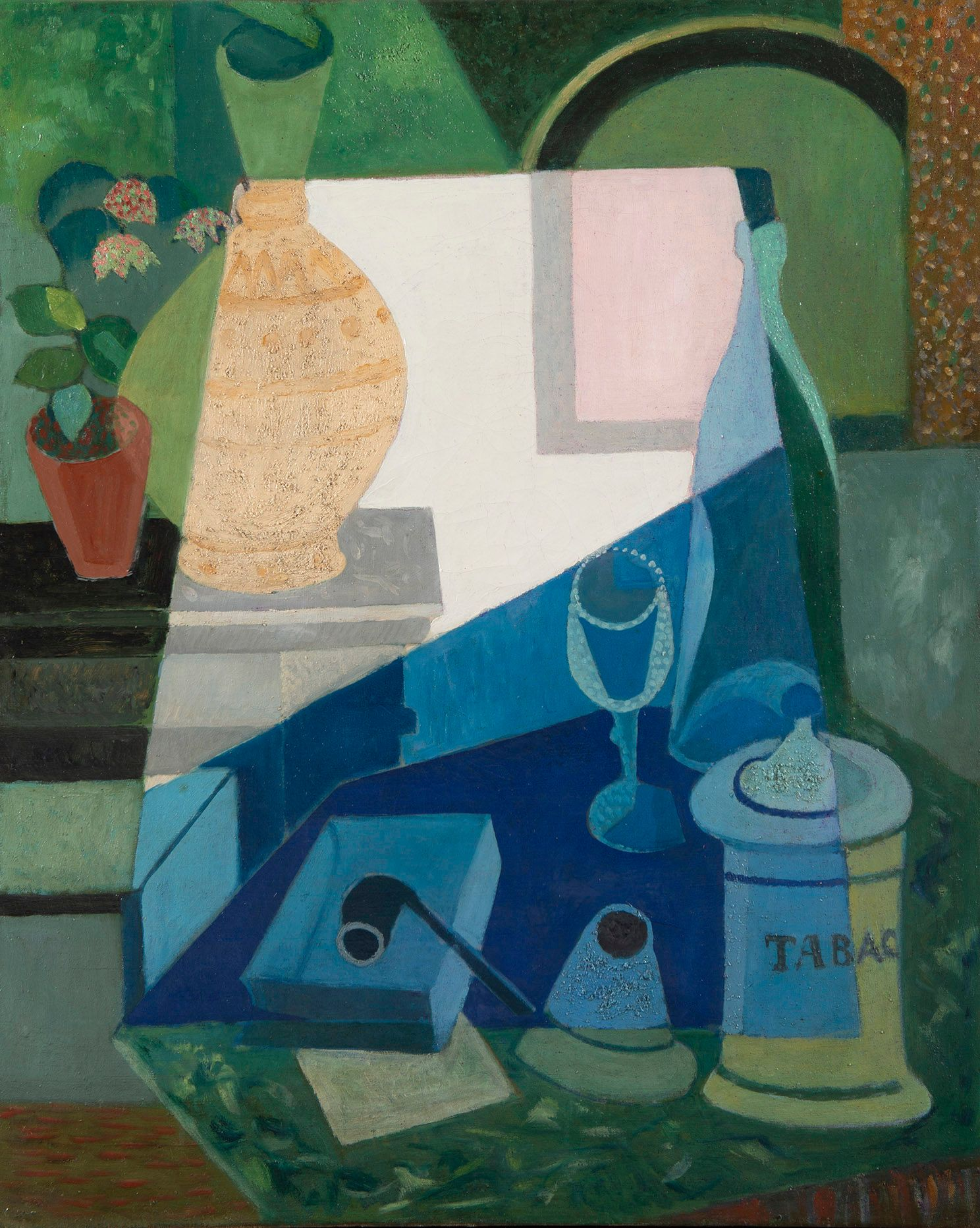
オルティス・デ・ザラテ作、『パイプのある静物画』(1920)

マヌエル・オルティス・デ・ザラテ（Manuel Ortiz de Zárate Pinto、1887年10月9日 - 1946年10月28日）は、イタリア生まれで、チリで育った画家である。1912年から1945年までパリやイタリアなどで活動した。

## 略歴
イタリアのコモで、スペイン、アビラ県の名門一族に出自を持つ作曲家のエレオドロ・オルティス・デ・ザラテの息子に生まれた 。兄に画家になったフリオ・オルティス・デ・ザラテ(Julio Ortiz de Zárate: 1885-1946)がいる。4歳の時、家族とチリに移り、画家のペドロ・リラ(1845-1912)から絵を学んだ後、サンティアゴの美術学校(Escuela de Bellas Artes)で短期間学んだ。
15歳になった1902年にヨーロッパへと渡りローマで肖像画家として働いた後、1904年にはフランスに移り、パリ、モンパルナスに集まった前衛画家たちの一人となった。アメデオ・モディリアーニ(1884-1920)やパブロ・ピカソ(1881-1973)、藤田嗣治(1885-1968)といった後に有名になる画家たちと友人になった。モダニズムのスタイルの静物画や風景画を描き、1916年ころにはピカソの助手を務めた。
1920年から1940年の間、パリのサロン・ドートンヌに出展し カミーロ・モーリ(Camilo Mori: 1896-1973)らのチリ出身の画家たちと美術家グループを作った。
第二次世界大戦でパリがドイツ軍に占領された時代もフランスに留まっていたが、戦後、アメリカに移住し、1946年にロサンゼルスで亡くなった。
娘のLaureは1932年にアメリカ人画家ジョン・フェレン(John Ferren: 1905–1970)と結婚したが1938年に離婚し 、1941年に映画監督のユージン・ローリー(Eugène Lourié: 1903–1991)と再婚した。